# Dinglong (sockenhuvudort i Kina, Jiangxi Sheng, lat 26,42, long 115,45)
Dinglong är en sockenhuvudort i Kina. Den ligger i provinsen Jiangxi, i den sydöstra delen av landet, omkring 260 kilometer söder om provinshuvudstaden Nanchang. Antalet invånare är 24 206. Befolkningen består av 11 644 kvinnor och 12 562 män. Barn under 15 år utgör 29,0 %, vuxna 15-64 år 61 %, och äldre över 65 år 9,0 %.
Runt Dinglong är det ganska tätbefolkat, med 230 invånare per kvadratkilometer. Närmaste större samhälle är Lianjiangzhen, 13,0 km sydväst om Dinglong. I omgivningarna runt Dinglong växer huvudsakligen savannskog.
Genomsnittlig årsnederbörd är 2 051 millimeter. Den regnigaste månaden är maj, med i genomsnitt 345 mm nederbörd, och den torraste är oktober, med 23 mm nederbörd.